# 联合赤军
联合赤军（日语：／）是一个在1971年7月至1972年3月之间活跃于日本的激进组织。1971年7月13日，共产主义者同盟赤军派（赤军派）与毛主义修正派左翼革命团体“日本共产党神奈川县委员会”（京浜安保共鬪）正式展开合并进程，联合赤军即为合并之产物。联合赤军的斗争目标是扰乱日本政治体制，在国内为共产主义的发展创造条件。1972年2月，长野县榛名山区发生淺間山莊事件，警方与革命者对峙达九天，联合赤军在事后戛然解体。在日本国内，浅间山庄事件得到了广泛关注，观众甚至能通过电视转播观看激进分子与警方的枪战。日本民众对联合赤军的看法不一，很多人都因该组织的性质以及暴力倾向而强烈抵制他们，也有少部分群众认同联合赤军推翻警察国家的志向，对之表示同情。
联合赤军在组建之初拥有29名成员，之后不出一年其中14人就被殺死，组织成员大多为日本新左翼分子，組織被瓦解後的殘餘份子則轉投日本赤軍。

## 组建
一些日本高校学生在脱离原组织“崩得”（Bund，又称日本共产主义者同盟）后开始独立运作自己的组织“赤军派”，此前，赤军派所采取的激进政策在同盟中引发剧烈不和，同盟因此分裂。赤军派中的学生大多来自地方区县，进入首都的高等精英学府后，都想要“为革命的发展做些大胆、另类的事”。学生组织刚开始只是进行抗议示威，1925年和平保卫法并未禁止此类活动。但随着时间的推移，赤军派所做的违法行为越来越多，他们的主要袭击目标是警方，后者被他们视作头号敌人，“革命”就是要先革警察的命。经历过警方抓捕、暴力活动及示威后，赤军派损失了一部分成员，但他们还是在所谓的“M行动”（即抢劫行动）中积攒了大笔资金。
二战后，京浜安保共鬪从日本共產黨中分离了出来，在1960年代达到了声望顶峰，当时有相当一部分的大学及高中学生都认为高校扮演的角色只是为政权培养顺民，所以纷纷倒向该组织。京浜安保共鬪与赤军派性质类似，他们对警方展开的抗议活动也越来越暴力，而且还带有作秀性质，其成员有时会刻意招致警方暴打，向公众展示他们才是受害的一方。时间进入1970年代后，京浜安保共鬪的暴力活动进一步加剧，在试图获取武器的过程中制造过枪店抢劫案，1971年的事件就是典型案例。
京浜安保共鬪与赤军派之间的联盟始于互相利用，前者拥有后者搞“武装斗争”所需的枪械，后者又能为前者提供他们所急需的资金。之后两个团体开始共同策划集会与示威，最终结成正式联盟。1971年7月15日，两个组织在其官方杂志《枪火》（Jūka）上刊登了“联合赤军”正式成立的消息。新组织由赤军派领导人森恒夫指挥，副指挥为京浜安保共鬪的女头目永田洋子。一开始，联合赤军将自身目标定为对日本帝国主义资产阶级“执行打完就跑的袭击”。在整合了双方各自的根本立场与目标后，联合赤军又制定了一个统一决议，即“对日本当局展开武装歼灭战”，这也成为了整个组织的正式宣言。

## 团体成员接受的训练与受到的待遇
两名原京浜安保共鬪成员在联合赤军成立后不久就逃离了组织，永田洋子为杀鸡儆猴，与其他联合赤军成员共同安排了对两个叛徒的谋杀。
1971年12月，联合赤军在森恒夫的命令下将总部迁至曾归赤军派使用的山间训练营地。联合赤军在准备开展下一步行动的同时还在内部发动了所谓的“自我批评”运动，在当时的日本，左翼团体中开展此类仪式是一种常态。自我批评的初始目的是令组织中的成员强化革命觉悟。
但森恒夫为响应新左翼的“成员必须展示自身对革命事业的忠心”要求，将自我批评运动变成了一场暴力批斗，用暴力来考察成员的献身精神。森恒夫声称将成员打至不省人事能让他们带着真正的“共产主义主观性”重生。联合赤军中的其他成员对森恒夫表达了自己的担忧，认为打昏同志的后果难以预料，也不知道具体该用什么手段打昏他们。团体中的数名成员最终就丧命于此过程中。
原京浜安保共鬪的两名成员成为了自我批评运动中的首批受害者。其中的加藤能敬(Kato Yoshitaka)因曾在接受警方问讯时开口说过话而被迫进行自我批评，另一小嶋和子(Kojima Kazuko)则因缺乏对抗“资产阶级思想”的斗志而被拉了进来。一开始，组织的做法是不给二人提供食物，之后在12月26日至27日之间，加藤(Kato)遭其他同志捆绑及殴打，小嶋(Kojima)也遭到了殴打。二人中的加藤(Kato)在被打后并未昏迷，森恒夫由此得出结论，此人尚未完成彻底的自我反省，下令把他绑到户外的一根柱子上，在严酷的山区低温中继续接受殴打。永田洋子与森恒夫对结果感到满意后，完成了自我批评的加藤(Kato)才被带回室内。1972年1月4日，加藤(Kato)伤重不治。此前，另一名成员尾崎充男(Ozaki Mitsuo)在12月28日也接受了“自我批评”，他于两天后死亡。
持续不断的殴打过后，共有12名“不够革命的”联合赤军成员死于非命，这些人中有不少都是在被绑在户外的柱子上暴露在恶劣天气之中时死亡的，但也有几人死于直接殴打或者遭刀具杀害。2月12日，最后一名受害者死亡。所有受害者的尸体都被埋在山区营地附近的树林中。

## 联合赤军的覆灭
警方经跟踪发现了联合赤军的山间营地的位置，在周边地区，警察找到了此前死于“自我批评”的成员遗骸。
1972年二月初，森恒夫与永田洋子共同前往东京，二人不在时，几名联合赤军成员乘机逃跑。2月15日，剩余成员发觉警方已知晓他们的行踪，于是逃离训练营地。两名联合赤军成员在逃亡过程中被捕，森恒夫和永田洋子在返回营地查看是否仍有组员滞留其中时也被逮捕。其他在逃成员为避免足迹与身上的尸臭（山庄中没有洗浴设施）被警方查到而取道凶险山路，之后进入长野县。16日，在逃成员分成两组，一组人员因遭群众举报（外表肮脏，行迹可疑）而在不久后于輕井澤車站全员被捕。
另一组人员（共五人）在警方的追击之下进入位于淺間山山脚的一座客栈，绑架了客栈经营者的妻子，在接下来的9天中，警方将整个山区封锁，约3000名防暴警察抵达现场。警察为确保人质安全而未逼近山庄，仅与恐怖分子进行了数场交火。联合赤军绑匪在警方切断客栈电源之前甚至还通过电视收看了对当前事件的报道。2月28日，整场事件进入了第十天，也是最后一天。警方动用破坏球将客栈入口撞开，在水枪及催泪瓦斯的配合下展开逐屋搜查，长达八小时的枪战过后，警方中有两人死亡，匪徒及人质的最终躲藏处是山庄顶楼的一个床垫后面。对这起事件的报导在日本的收视率高达90%，史称“淺間山莊事件”。

## 公众态度
事件刚结束时，公众对联合赤军的态度相对来讲没那么消极，但这一状况并未维持太长时间。在接下来的一个月中，联合赤军成员的受审经过得到了广泛报导，警方也给出了关于这些人的暴行的证据，媒体很快便给这个组织营造出了一副“杀戮同伴、武装拒捕”的面貌，公众的态度随之发生转变。日本新闻媒体《朝日新聞》对一名学生进行了采访，后者表示“（联合赤军）刚被捕时的状态并非一败涂地，我当时还觉得他们是绝对的革命者，大人们给他们贴上了‘疯子’的标签，我还觉得很不公平。但后来我知道了他们对自己人动用私刑的事情，无法理解其中的逻辑，就不想替他们说话了”。这段话也能概括一大部分民众的心理活动。之后还有一名学生表示“虽说我的思想有些右倾，但还是能理解联合赤军成员的心理……不管你持何种立场，日本现在都很像一个警察国家，（联合赤军）为了挑战整个体制，必须采取暴力手段”。

## 罪责
全体幸存的赤军成员在警方调查初期都拒绝提供任何信息。浅间山庄事件一个月后，森恒夫向警方递交了书面证明，表示为流血事件负责，请求警方将遇难者遗体送还亲属。其他联合赤军成员则把森恒夫的行为视为怯懦之举，觉得遭到了戏耍，因为森恒夫此前曾因琐碎之事对组员大肆施暴。森恒夫松口后，其他联合赤军成员也开始配合警方工作，给出了各自的证词。所有涉事人员都有权选择自己受审的方式，可以集体受审，因为罪行是他们一同犯下的，也可以独自受审，但会成为同志们眼中的叛徒。包括森恒夫在内的7名联合赤军成员选择集体受审，但森恒夫本人却在1973年1月1日，也就是出庭之前，在狱中自杀了。另外，日本当局还在另一个左翼激进组织“日本赤軍”的要求下释放了同样选择和其他人一同受审的坂東國男。日本赤军还要求司法部门释放坂口弘，但后者选择了接受审判。在这7人中，最后又有两人改了主意，选择单独受审，因此最终只有永田洋子、坂口弘以及植垣康博三人在法庭上共同受审，永田洋子与坂口弘被判处死刑，植垣康博获刑20年。
2011年2月5日，永田洋子在被监禁期间死于脑癌。截至2013年，坂口弘在上诉失败后依然被关押在狱中。

## 遗产
由若松孝二在2007年执导的电影《联合赤军》的主角就是这个团体。2019年，由NHK日本国际传媒出品的纪录片《联合赤军：混乱的遗产》（United Red Army：A Troubled Legacy）上映，其中收录有存世联合赤军成员接受采访的影像资料。